# Dreptul de prima noapte

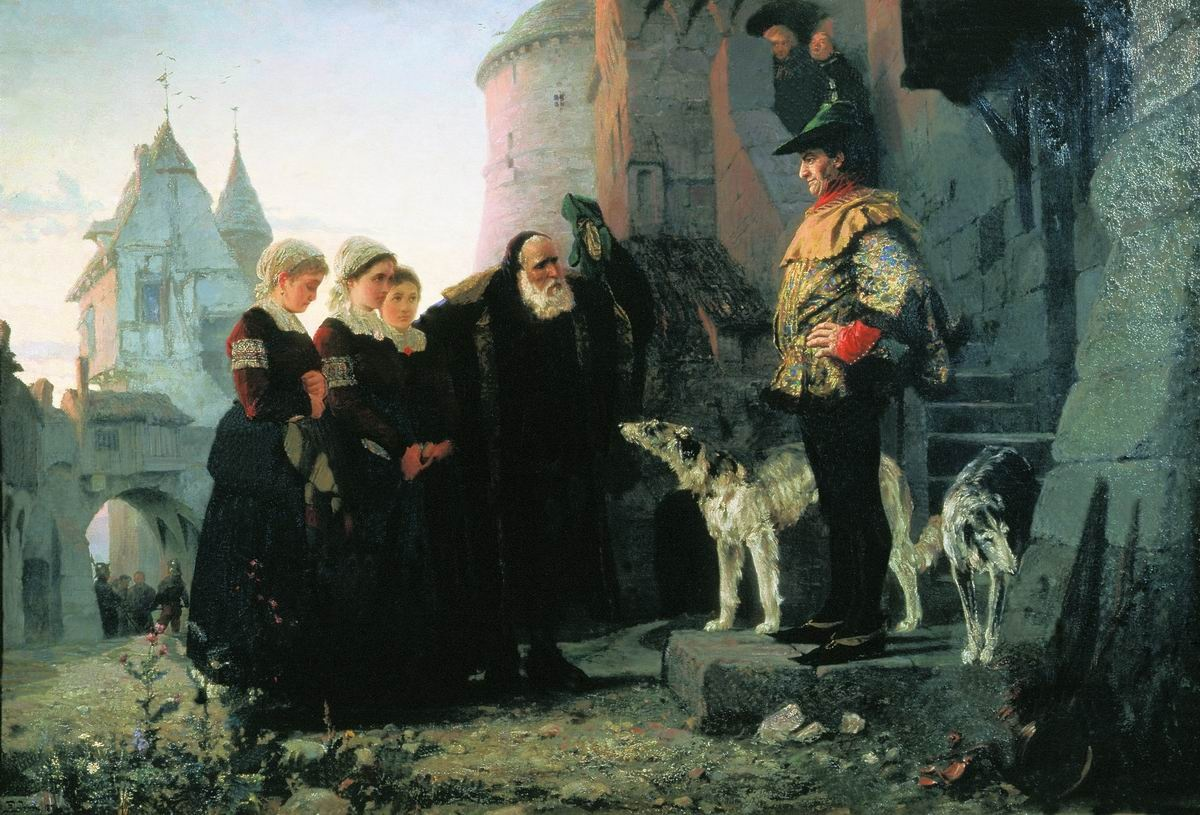
Vasily Polenov: Le droit du Seigneur (1874).
Un bătrân aducându-și fetele lordului, în viziunea unui artist din secolul XIX.

Dreptul de prima noapte (în latină jus primae noctis) este un presupus drept al nobililor din Evul Mediu care ar fi avut dreptul de a întreține relații sexuale cu supusele sale înainte ca acestea să se căsătorească.